# 海皇紀
『海皇紀』（かいおうき）は、川原正敏による日本の漫画作品。『月刊少年マガジン』（講談社）誌上において、1998年3月号より2010年8月号まで連載された。但し、物語の大きな節目には一旦休載され、『陸奥圓明流外伝 修羅の刻』の連載が挟まれた。2006年12月時点で累計部数は1000万部を突破している。
海上で生活する「海の一族」のファン・ガンマ・ビゼンを主人公とした海洋冒険活劇であり、また『三国志』の影響を受けた国同士の謀略劇の要素も強い（作者は本作について「僕にとっての『三国志』」と述べている）。また作者は広島商船高等専門学校出身であり帆船の操船法等、船舶関係の描写は正確である。

## 世界設定
『海皇紀』の世界は、人類の文明が一度滅亡し、近世レベルまで技術が回復した未来を舞台とする。作者の川原正敏が1巻のあとがきで未来の話と語っている他には作中で明確に語られている訳ではないが、1巻冒頭に「北極星がケフェウス座γ星に移った」と解釈される序文があり、人型兵器が過去の遺産として登場する事等といった描写が成されている（なお、ケフェウス座γ星が北極星となるのは約2500年後である）。
また、英語「アイスダガァ（氷の懐剣）」が古の言葉として登場したり、図面に記述された「Fire」という単語について海の一族が使う独特の古代文字であると述べられる等、ローマ字が古代文字であると描写されている。
イルアンジャ曰く世界は一度滅んでおり、その根幹となったものとしてアインシュタインの相対性理論の公式（E＝mc²）が挙げられている。ジオとタイシオの間のサナル海は丸く抉られた様に陸地が無くなっている等海図に描かれる大陸は現在のものとは大きく異なり、エル・グリハラがクレーターの中に存在していた様に地形も大きく変化している。
その他、空には「太古に人が打ち上げた」という伝説もある動かない星（＝静止衛星）があり、その方位や高度から自分の位置を観測する、等の描写もある。
現在は陸上には多くの国々があり、互いに覇を競っている。中でも西方の大国ロナルディアは、古の“魔道の業”を復活させ、急速に勢力を拡大している。一方海では、以前から交易や傭兵業等によって栄える「海の一族」が存在し、海洋を支配している。
この時代には石炭、石油と言うエネルギー源が存在しない為、陸上移動は馬、海上移動は船（帆船等）で行われる。「海の一族」は船舶の保有数や操帆技術に優れている為、海洋を支配し続けていたが、ロナルディアが“魔道の業”（カノン砲）を装備した帆船を投入してきた為に一族の覇権が崩れつつある。

## あらすじ
以下の章立ては便宜上付けたもので、単行本中では序章以外には章立てやサブタイトルの様なものは付けられていない。

### 序章
1巻 - 3巻
伝説の大魔道師イルアンジャの情報を求めて辺境の小国ウォルハンの港町に居る魔道師を訪ねたマイア・スアルとトゥバン・サノオは「魔道士アナハラムを訪ねるか、グリハラという土地に訪れよ」との助言を受けた。その帰り道に於いて襲われていたウォルハンの新国王カザル・シェイ・ロンと、そこに居合わせた正体不明の男ファン・ガンマ・ビゼンと偶然に出会い、海の一族を名乗る船乗りであり、グリハラの情報を持っているというファンにそのまま付いて行く事になる。一方、カザルは自国に対し圧力を掛ける隣国クアラとの和平交渉の為、クアラへ向かう船を求めていた。ファンはカザルの求めに応じ、自らが指揮する「影船八番艦」でクアラへと向かった。
クアラ王との和平交渉は決裂し、カザルはクアラの勇将ジンバハルを斬り、ファンの手助けで王宮から脱出する。カザルは最初からクアラと和平するつもりは無かった。直ちにウォルハンの王宮に戻ったカザルは襲撃の黒幕だった大臣ダンマ・ウズキを粛清し、国境の要害ルガイ関でクアラ軍を打ち破るべく出撃する。一方、ファンはクアラ海軍によるウォルハンの挟撃を防ぐ為、影船八番艦ただ一隻でクアラ海軍に挑む。

### グリハラ編
3巻 - 10巻
影船八番艦の次の目的地は、マイアの探している大魔道師イルアンジャの情報が得られるという東の島、グリハラ。途中、補給の為に寄った港で天才軍師アル・レオニス・ウル・グルラに出会う。アル・レオニスもグリハラを目指しており、影船に乗船する筈だったが、ウォルハンの進攻を知り決別する。その後、途中の名も無き島で伝説に言う「闇の魔人衆（イベルグエン）」の技を使う男ギルス・ヴェダイを加えた一行は、グリハラを支配していた“導師”を倒し、アナハラムの娘メルダーザを連れてイルアンジャが向かったという内陸の聖地エル・グリハラへ向かう。
エル・グリハラに到着し、遺跡の地下で一行はイルアンジャと会う。しかしイルアンジャは発掘した「土武者」が動かない事に絶望し、精神に異常を来していた。魔道の業「ドルドルーヴォの火」によってファンたちを攻撃するイルアンジャだが、爆風によって突如動き出した「土武者」によって、感動の中撲殺される。トゥバンはファンのニホントウを借りて「土武者」を斬り、窮地を脱出するのだった。
グリハラを後にしたファンの船にオンブルワ・ゼ・フォレスト率いるロナルディアの船が襲いかかってきた。目的はマイアを捕らえる事であり、「ドルドルーヴォの火」によってトゥバンを負傷させるも、ファンの巧みな操船、そして戦闘術の前に敗れ去った。船には魔道の兵器（カノン）が積まれており、それを見たファンはロナルディアとの戦争を海王に提言すべく、海都へ赴く。

### 海都編
11巻 - 20巻
「海の一族」の首都、海都へ到着したファン達だったが、直ぐさま近衛兵長エギア・アルガマスによって拘束・幽閉された。ファンが会おうとした海王は死去しており、第二子フェルカド・ルーナ・セイリオスが次期海王の座を手中にすべく、エギアとともに海都の実権を握っていたのだった。末子ソル・カプラ・セイリオスの助けも得て脱出したファンは、「海の一族」のしきたりに基づいた次代海王の選出と影船クルーの家族たちの安全の為、海都近衛艦隊との決戦に臨む。
「海の一族」のしきたりでは、7隻の影船の艦長達の剣が捧げられた人物が次代の海王となる。選定の儀に乱入したファンは、自らが先代海王から継承者の資格を認められていた証を示す。票はソルとファンの間で割れ、海王を決める為の次のしきたり、候補者によるレース「王海走」が行われる事になった。
王海走の第一本目をあっけなく落としたファンだったが、その時の仕込みと天運によって第二本目を得る。最終戦となる第三本目、ファンはフェルカドの策をも利用してソル支持の影船を引き離し、先行するソルを猛追する。そして突風によってソルの乗艦は帆が破れ、勝負が着いたかと思われたが……。

### ガルハサン編
20巻 - 27巻
王海走の結果「大海帥」の称号を受けたファンは、ロナルディアに唯一対抗出来ると考えられるロン率いるウォルハンの元へと向かう。西方へと勢力を伸ばすウォルハンはロナルディアの同盟国ガルハサンの王都ルグーンに向かう為、ルラン関を避け冬のアルラン山脈を越える奇策に出る。その道は余りに過酷な為、ファン達は彼らの荷を運ぶ為難攻不落のドラガン海峡を抜けようと試みる。その際、北インガルナシオ艦隊海将ジト・サントニウスから廃船寸前の輸送艦を譲り受け、無事ドラガン海峡を抜けたら願いを一つ聞いてくれる様取引し、それを成し遂げる。
他の誰も予測しなかったウォルハンの奇襲だったが、アル・レオニスはこれを読み罠を仕掛けていた。一時退却したウォルハンだったがアル・レオニスの策はまだ続く。陸の上でファンとアル・レオニスとの知恵比べが繰り広げられる。
ウォルハンはルグーンを落とし、アル・レオニスはカザルの下に付いた。ファンたちはアル・レオニスの身柄を狙ったイベルグエン達の襲撃を二度に渡って防ぐが、その際にヴェダイがイベルグエンの「呪」によって一時操られてしまう。父アナハラムがロナルディアに与していると知ったメルダーザと、居場所の無くなったヴェダイはファン達一行と別れを告げる。

### ジーゴ・サナリア編
27巻 - 31巻
ガルハサンを離れた八番艦は、西の辺境サナル海へと向かう。そこはサナル海西周辺を支配する海賊「ジーゴ・サナリア」と小戦が絶えない紛争地域であり、一族中屈指のアレア・モス率いる影船四番艦が配備される海域であった。多くの者が四番艦又は海将を味方に引き入れるものと考えていたが、ファンの真意はジーゴ・サナリアを味方に付ける事であった。
商船を罠に襲ってきたロナルディア戦船に苦戦する女戦士アグナ・メラ率いるジーゴの一軍をファンは助け、ジーゴに協力を得るべく単身ジーゴの大長の元へと向かう。ファンの申し出を受けた大長は、一族の若衆の妨害を排除して孫娘でもあるアグナに夜這いを仕掛けて嫁にし、一族の一員になれば認めるというものだった。しかしその真意は、無謀にも一人敵陣に乗り込んで来たファンを、村の若衆の手で亡き者にしようという企みであった。一人も殺さない様闘うファンは苦戦するが、最終的にはその気持ちがジーゴの若衆、そしてアグナにも伝わり、ジーゴ・サナリアはファン・ガンマ・ビゼンと共に戦う事を決意する。
無事八番艦に帰還したファンの前にアレア・モスが現れる。ロナルディア船を倒し、ジーゴを仲間に付けたファンは、ロナルディアと同盟を組もうとしている海王ソルにとって許せるものでは無いと言う。多くの者が手を貸してくれると思っていた中、アレア・モスは海王に自分の見た事のみを報告すると言い去って行く。
ファンはソルと戦う戦力を得る為、サナル艦隊を「貰いに」行く。ソルによって新しく任命されたサナル艦隊海将ウォルカ・ベアスは若くして海将に選ばれる程の実力を持っていたが、部下を駒の様に扱う人望の薄い男であった。ファンはそこを突き、見事ベアスを追い詰める。ベアスはアグナの銛によって命を落とし、残ったサナル艦隊はファンの説得、人徳によって共に戦う事を誓う。
かくしてサナル艦隊、ジーゴ・サナリアを味方に付けたファンは海の一族を一つにすべく、海王ソルとの戦いに臨む。

### 海都攻防編
31巻 - 33巻
サナル艦隊、ジーゴ・サナリアと共にソルと戦う為、海都に向かうが途中、大きな嵐がやって来る。ジーゴ・サナリアの船は筏同然である為、そのままではジーゴ・サナリアの船はひとたまりもない。そこでファンは機転を利かせ、ジーゴ・サナリアの船同士を繋いで、嵐を乗り切る。
一方海都では、アレア・モスが海王ソルの元に自分の見てきた事を報告する。海王ソルは、報告からファンがジーゴ、サナル艦隊を率い海都へ攻めて来ると判断、サナル艦隊を除く全艦隊と7隻の影船を召集し、ファンの率いるサナル艦隊、ジーゴ、影八番艦連合軍を迎え撃つ事を決める。
海都に到着したファンの率いるサナル艦隊、ジーゴ、影八番艦連合軍はついに海都に集結した6艦隊、7隻の影船、そして近衛艦隊との戦いに突入する。

### ホルアフト海戦編
34巻 - 37巻
ファンはロナルディアのカノン連合艦隊と戦う為、300隻近い主艦隊を陸送し、敵艦隊の背後を突くという作戦に出た。更に、その背後へ回った艦隊の1/3を火艦として敵の3艦隊へ突入させ、カノン艦隊を完膚無きまでに壊滅させた。
カノン艦隊の全滅を受け、ロナルディアでは海をフォレスト、陸をガッツォの布陣が漸く整い、帝都決戦に向けての準備が着々と取られていた。
一方ロナルディアに於いて勢力を伸ばしていたクラッサ・ライの目の前にマリシーユ・ビゼンが現われた。マリシーユはパンニャーの卵の守人で、ライはその守人を守護する役であったが、30年程前にライはそのパンニャーの卵を盗んで出奔していた。マリシーユは、パンニャーの卵が既に孵されていた事、そしてその中にあったのが、メルダーザだった事を理解する。しかしながら、同時にメルダーザの覚醒の兆しを察したライによりその場を追われてしまう。
こうして、全ての流れが帝都ラオン・ヴラへと集約されていく。

### 帝都決戦編
38巻 - 43巻
帝都ラオン・ヴラの目前、最後の補給地となった入江に於いて、ファンとフォレストの直接対決が始まった。フォレストは手持ちの艦船に移動カノンを搭載し、即席のカノン艦隊を編成してファンに挑んだ。曇天、無風という悪条件が重なり、さしものファンもあわやと思われた時に、ソルとコル・セイリオス、そしてそれに載せられて来たジーゴ・サナリアが現われ、危機を救った。
体制を立て直したファンは、肝心な部分のみ記載されていない作戦図面を、わざとロナルディア側に奪われたという状況を作り出した。これはフォレストの旗艦を1隻のみで湾内を遊弋させる為の策であった。そこに、少人数による小艇で乗り込んでトゥバンがディアブラスを倒し、ロナルディア海軍を降服させた。この戦いに於いてソルは右腕を失い、海都へ帰還してから海王の座をファンに譲る事を告げた。
陸に於いて魔道部隊と対峙したウォルハン軍は、アルコール度数80度を超えるレアニ酒を小瓶で投擲する事で誘爆を誘い、これを無力化したと思わせる事でロナルディア軍に勝利し、ついに帝都を陥落させた。

### アナハラム編
43巻 - 45巻
帝都に辿り着いたファン達であったが、そこには既にメルダーザの姿は無く、アナハラムや女帝に連れられて離宮へと移った後であった。メルダーザは既に覚醒しており、ライに呪を掛けられて森守の制御装置に繋がれており、アナハラムとライ以外の声は聞こえなくなっていた。
ファン、マリシーユ、トゥバン、そしてヴェダイの4人が離宮へと向かった。離宮の入口には森守が居て4人の侵入を拒んだが、マリシーユの姿が見えなくなり、トゥバンがその動きを食い止めている間にファンとヴェダイが離宮への侵入に成功した。離宮の中にはアナハラム、女帝、ライ、2人のイベルグエン、そして森守の制御装置に繋がれたメルダーザが居た。外ではトゥバンと森守、中ではヴェダイとイベルグエン2人、ファンとライの正に死闘が繰り広げられていく。
そんな中、マイアとアグナは、八番艦を離れ、2人で離宮へと向かったものの、入口でのトゥバンと森守の死闘を見て、その凄まじさに身動きが取れなくなってしまう。
イベルグエン、ライ、そしてアナハラムを何とか倒したものの、メルダーザへ掛けられた呪はマリシーユにも解く事が出来なかった。いよいよ森守がトゥバンを倒そうとした時、思わずマイアが飛び出して、メルダーザに許しを乞うた。装置の中で半ば理性を失っていたメルダーザはマイアを羨み、マイアさえ居なくなればと考えてしまい、森守の機銃でマイアを撃ってしまう。メルダーザが自身の行動に驚き森守の動きが一瞬止まった隙を突き、森守の頭部へ一閃。トゥバンはついに森守を倒した。
しかし、自分の心の醜さにショックを受けたメルダーザの精神は、自らを深みの中へと沈めてしまおうとする。それを救ったのはヴェダイの声であった。メルダーザは、常に自分と一緒にいて、自分の為に戦ってくれたヴェダイへの愛に気付き、こちらへ戻ってくる事が出来た。
森守の機銃により瀕死の重傷を追ったマイアには、マリシーユがビゼンの里に代々伝わる古の特別な薬の最後の1本を投与して、自分と同じ様にちょっと若くて、軽く不死身な身体にする事でその生命を救った。
こうして大陸はカザル・シェイ・ロンにより平定され、統武と改元し、海の一族はファン・ガンマ・ビゼンを新たな海王として頂き、共に繁栄していく事となった。
メルダーザは、自身の身の回りで起きた事を後年書物に纏めた。その題名を海皇紀という。

## 登場人物

### 影船八番艦
ファン・ガンマ・ビゼン
本作の主人公。影船八番艦の艦長。本来は海王直属である筈の影船を自由に動かし、幻とも言われる伝説のニホントウを持つ謎の男。
母親はマリシーユ・ビゼン。父親は物語後半で前海王レグルス・マリキ・セイリオスである事がマリシーユとソルの会話から語られる。物語の中盤で、成り行き上ジーゴ・サナリアのアグナ・メラ・ジーゴと婚約する。
海都へのガイドは鯱の「ナギア」（他の影船艦長は海豚を従えている）。
この世界では絶滅したと思われている鷹「ルファ」を常に従えている。
「怠け者・稀代のペテン師」を自称し、基本は怠けて（沢山貸しを作って、その利息で老後を暮らすのが夢と語る）何事もふわふわとはぐらかすが、仲間を思う心は篤く、多くの者が惹き付けられる不思議な魅力（ニッカ曰く「とてつもなく広い器だが、底に大穴が開いている」）を持った男。他人を適正に評価する目が有り、アル・レオニスやフォレストの才能を的確に評価しているが、自身に対する評価を見誤りがちな面があり、後にジンを失う遠因となる。
八番艦の操船は基本的にナオが行っているが、その操艦技術は歴代海の一族の中でも比肩する者は居ないとされている。風や地形を的確に読む事で相手の艦を座礁・減速させ行動を奪う等して1対多数の海上戦闘でも味方の被害を最小限に抑えている。
副長のハルバートはジトに対してファンを「アヌアビス・プロシオンが300年に1人の船乗りならばファンは1000年に1人の船乗りであり、比肩できる者など居ない」と評している。
自身の戦闘能力も非常に高く、ニホントウを用いた戦闘ではディアブラスに勝利しており、体術もマリシーユから習った体術（イベルグエンの体術に近いもの）を用いてニホントウが手元に無い場合でもクラッサ・ライを本気にさせるだけの実力がある。
各国の情勢・海の状況（潮流等）を見聞きし、海王へと報告する事が本来の影船八番艦の艦長の職責ではあったが、ウォルハンの港でカザル・シェイ・ロンやマイア一行と出会ったことを切っ掛けにグリハラへ向かう事となる。その帰路でフォレスト一行の襲撃を受けた際にカノンの威力を目の当たりにした事でロナルディアを危険視する。得た情報を海王レグルスに報告する為に海都に帰還したが、海王レグルス事故死に際するフェルカド一派の策略により影零番艦（八番艦）の不正占拠及び使用の罪で逮捕されてしまう。その後帰都したソルの手引きで脱獄、海都から脱出し海都近衛艦隊との艦隊戦を制した後（結果としてソルの預かりとなった）、正式な海王を選定する為の儀を改めて行うに際して4人目の候補として名乗りを上げる。影の間での投票の結果としてソルとファンに票が割れた為、王海走を執り行う事となる。結果として負ける形（第3戦のレース結果を監視艦は僅差でファンの勝利であると長老部に報告している）となりソルが海王となるが、”おみやげ”として『大海帥』の称号を得て（但し、海王からの全権委任が無ければ何の権利も無い只の名ばかりの名誉職）行動を開始する。海都攻防編後は海王ソルより全権を委任され、ロナルディアと戦争に踏み切る。
ロナルディアとの戦いが終わった後、ロナ海海戦の際に引退の意思を表明していたソル・カプラ・セイリオスの跡を継いで、海王となる。また、これと同時にジーゴ・サナリアの首長も兼任し、双方へ発展をもたらした。
海王就任後に、かねてより婚約していたアグナ・メラ・ジーゴと結婚。長女と長男を儲ける。海王の地位に50年就いた後、妻の死と共に海王を引退した。後に長男はジーゴ・サナリアの長となり、長女はソル・カプラ・セイリオスの一子と結婚し、その子がファンの跡を継いで海王となった。
妻アグナを亡くした後、その妻自身からの申し入れもあり、亡くなるまでの20数年を、マイア・スアル・オンタネラと共に過ごし、少なくとも一子を儲けた。その子がアグナの孫の跡を継いで海王となる。
その最期は10日間ほど病臥した後、八番艦で出航、デッキで立ったまま笑みを浮かべての大往生だった。統武七十三年没、享年101。母マリシーユ・ビゼンの使用した古の特別な薬の影響か、実年齢よりも若く見え、長寿であった。亡くなって後、海皇と諡号される。
トゥバン・サノオ
北方の国エンロノイア出身。かつて何人たりとも敵わなかったテラトーの森守を唯一撃退した（実際は森守に設定されていた防衛範囲外にトゥバンが押し出された為に森守が退いただけであるが、その他の挑戦者はそうなる前に全員が殺害されている為、それだけでも常人を超えた実力者である事が証明されている）。人物として、大陸一と評される伝説の兵法者。しかし、内には森守と闘い、倒す為に強い渇望が燻っている。ロナルディアによるオンタナへの王都襲撃の際にマイアや宮廷魔導士ベリアナスと共に逃げ延びるが、その際にベリアナスからカガクを求めろとの助言を受けてマイアと行動を共にしていた。
劇中ではその異名に違わぬ強さを見せ、その実力はファンからも本来誇張されやすい伝説の方が大人しい（頻繁に見せていたら世の中から人が居なくなると評した）と評される程。その強さ故に名剣ですら剣の方が保たずに度々戦闘中に剣が折れて（作中では3度）しまい、彼も自身の力に耐えられる剣が無い（この世界には優れた剣を鍛える技術が失伝している為）事を多少なりとも憂いている。劇中で本気を出したのは３回（土武者・ディアブラス・森守）のみ。
ロナルディアとの戦いの中でディアブラスに勝った際、相手より古の技術により作られたという剣を譲られる。ロナルディアとの戦いが終結した後は、ディアブラスの部下であったカンタァクを伴い、兵法求道・指南の旅へと出た。10年後にディアブラスとの約定でもあった、古の剣をカンタァクに譲った。なお、その最期は明らかになっていない。
マイア・スアル
カガクを求める少女。ロナルディアによって滅ぼされたオンタナの王女で、本名はマイア・スアル・オンタネラ。旅を続けていく中で、少しずつファンに惹かれていく。当初は誰に対しても気丈に振舞っていたが、海都編後は素直に気持ちを表す様になった。物語終盤、森守によって瀕死の重傷を負った際にマリシーユによってビゼンの里に伝わる古の特別な薬を投与された為、マリシーユと同じく老化のスピードが常人より遅くなった。
ファンの妻アグナの死の床に呼ばれ、アグナ本人より、その死後ファンと結ばれる様説得された。アグナの死後ファンと共に暮らし、少なくとも一子を儲けた。
ニッカ・タンブラ
影船八番艦クルーの一人。主計長。ファンの副官でもあり最も信頼する男である。ハチマキがトレードマークで、常に冷静な態度を崩さず、影船の経済、渉外、調達等幅広く活動するが、やや毒舌。マリシーユからは「皮肉屋のしぶちん」、司厨長のイゲからは「しみったれ」と言われる。また捉え所の無いファンの意図の解説役。
海の一族としては致命的なカナヅチという欠点がある。
ロナルディアとの戦いが終わった後も、八番艦主計長という地位を他に譲らず、大役に就く事は無かった。しかしながら、海の一族の海運業発展は彼の働き無くしては半分にも満たなかったであろうと常に語られる。スクラ三姉妹の次女エールラと結婚し、一子を儲けた。統武六十六年没、享年93。
ジン・パベル
影船八番艦クルーの一人。航海士。海都一の弓の名手（ジンの代わりの弓取りとしての実力を見せる為に100メード先の標的を的中させる事が出来たエールラをして、ジンなら出来るが自分には出来ないと認める様な難易度の高い標的も射抜ける）。後世では海皇ファン・ガンマ・ビゼンの親友・片腕と言われている。父親はサナル海将老のオブキン・パベル。八番艦クルーがファンを信頼はしているが尊敬はしていないとしている中、唯一ファンを尊敬している奇特な男とトーマには茶化されている。アグナが八番艦に乗艦した直後は気に掛かるあまり、マイア以上にファンを注視し、ニッカから「女が気にするならともかく、男までは面倒見切れない」と言われる。ドラガン海峡攻略に際しては輸送艦を操船する等、操船技術もある模様。海都攻防編でマルキュリの凶刃からファンを守り命を落とす。ロナルディア連合艦隊との海戦を行ったホルアフト海峡は、後世ファン・ガンマ海峡になる所をファンの強い希望でジン・パベル海峡へと改名された。また、ホルアフト海峡戦前の艦隊陸送ルートは、ファン自ら「ジン・パベルの道」と名付けた。
ナオ
影船八番艦クルーの一人。操舵手。平時の八番艦を操船している。王海走も1～2戦目・3戦目途中までは操船をしておりファンからの指示（ドラガン海峡攻略に際しても）も的確に（ニッカも「ナオは腕の良い操舵手」と評している）こなしている。
ハルバート・セグノ
影船八番艦副長兼航海士。通称ハルじい。八番艦の最年長者であり、ファンが艦長になる以前から八番艦に乗船していた。艦長として十分な経験と技術の持ち主（アル・レオニス争奪戦では八番艦が無ければ終わっていた場面で最短日数で現場海域まで航行、ファンも「流石はハルじい」と誉めている）だが、ファン以上の船乗りは見た事が無いとして副長に留まっている。
トーマ・ソム
影船八番艦クルーの一人。航海士。主に白兵戦を担当。ニッカと違って泳ぎは得意。
ハルバート退役後は八番艦副長に就任。また後にスクラ三姉妹の末子グリスロウ・スクラと結婚し、2子を儲ける。
ギルゴマ・ジフン
影船八番艦クルーの一人。ファン専属の艇長（コクスン）で平時は付き人・太刀持ちの役もこなす、一族一の力持ち。生まれは海の一族ではなく、ケイムリンの商船に乗船中に嵐に合い漂流していた所を救われた。「海都の喧嘩王」の異名を持ち、海都の水門の番人を務めていたが無断で水門を開けようとするファンに敗れ、水門を開けるのに手を貸す。その罪により、一時幽閉されるがファンによりウラニスと共に助け出され、その人柄に惚れてファンの為に命を捨てない事を条件にファンから影船クルーになる事を認められる。その後はその怪力を生かして、ガルハサン戦での潰走時にはウォルハン軍の兵糧を人力で運び出し、海戦では敵艦乗り込みの際に艦下からファンやジンを人間カタパルトの様に艦上へ放り投げる力業も披露した。
初登場時には何人をも寄せ付けぬ雰囲気があったが、八番艦乗船後はクルーと良好な関係を築き、ジーゴ・サナリア編後はサクゥと抱き合う等、本来は人懐こく気さくな人柄の模様。
ファンが海王となって後もその艇長として仕えて統武五十年、海王引退の10日後に、ファンに看取られながら亡くなった。
イゲ
影船八番艦クルーの一人。司厨長。八番艦の帆装と同じ黒色のバンダナを着用。「かはっ」と笑う。おめでたい事（マリシーユの帰還や戦の景気付けや勝利等）があると豪勢な食事を作り、ニッカに釘を刺される事もしばしば。
マリシーユからは「貴方の作るご飯が世界で一番好き」と言われ、涙汲んでいた。

### ウォルハン
カザル・シェイ・ロン
ウォルハンの国王（ロン）。物語開始の2ヶ月前に父王の死去により即位。ファンやトゥバンには「大馬鹿」と評されたが、一方アル・レオニスは「覇王の器」と評した。序章でファンの手助けによってクアラを討つ。その際に船賃として1億ゴルドを支払う約束をしており、この約束は大陸平定後に100年の分割払いとして契約された。クアラ攻略後は破竹の勢いで東方諸国を併呑していきガルハサンでの決戦の後、アル・レオニスを幕僚として加える。かつて「興武王」と呼ばれたウォル・シェイ・ロンと同じ痣が胸にあり、「興武王の再来」と噂される。また、「民衆より搾り取らない」という噂も一人歩きしており、急激な拡大と共に補給が痩せ細る事（占領地で実際に搾り取らない為）も起きている。トゥバン程では無いが、剣術も最前線を無傷で通り抜けたり、ガッツオを斬る寸前に急に飛び出してきた犬を当てない様振り抜く芸当も出来る程に腕が立つ。
大陸を平定した後も、国内に戦いがある毎に自ら先陣を切って駆け巡った。生涯妻帯する事は無く、世継ぎを儲ける事は無かった。
その最期は北国モーリティアで、その地で起きた動乱を鎮圧した後、敗残兵が放った矢を、臣下を守る為に自ら受けて亡くなった。統武二十六年没、享年53。統武王を諡号される。
アル・レオニス・ウル・グルラ
“放浪の大軍師”チャダの弟子。ガルハサン国王に任官し、見聞を広める為各地を回っていた。チャダをして「我より10倍の才」と言わしめ、ファンにも「出来るなら味方にしておきたい」と言わせる程の才能の持ち主。諸国見分の旅の途中でアナハラムと出会い、グリハラの地図を渡される。その後カロの港でグリハラへ行くための手段を探している最中に寄港した影船八番艦を発見、オリカを通して艦長の人と成を確認する様に依頼する。その後の報告でファンが一筋縄ではいかない相手と理解し直接グリハラへの船を向ける様談判した。その最中で発生した組合同士の諍いを計略によって諌め、改めてファンに自身の知恵を認めさせた。一度は八番艦に同行する予定ではあったが、カロの港に座礁した船舶からの情報でウォルハンがクアラを攻略したとの報を聞き、任官しているガルハサンへの報告へ帰るかそれを無視してファンたちに同行するか思い悩みサイコロで行き先を決めようとするが、結果を見る前にファンからすでに自分の中に答えが出ている事を指摘され、ガルハサンへ帰任した。（賽の目は同行を示しており、ニッカからはアルが敵になってしまう事を懸念されていた。）その後は幕僚としてウォルハンを迎え撃とうとするが、若さやその才能を妬む王宮守将エイザックの機微を読む事が出来ず、最後には味方に裏切られた事により首都ルグーンを落とされてしまう。ガルハサンでの決戦の後、カザルの呼び掛けに応じウォルハンに降り、軍師としてカザルの右腕となる。イベルグエンからの再三の襲撃に対してカザルが組織した黒竜騎と呼ばれる黒衣の精鋭部隊100人に常に守られている。軍略・政略全てに長けており、ガルハサンの戦後処理から、空城の関を一見しただけでガッツオの策を洞察する等、策略家としてはファンに匹敵する。
ロナルディアとの戦いが終結してすぐに、カザルの妹サリウと結婚し、少なくとも3人の子を儲けた。その長子が後にカザルの跡を継いでロンとなり、三男は史家としてカザルの覇業を「統武征史」という記録に編纂する。大戦後は統一憲法を起草、ウォルハン大帝国の礎を築いた事績は後世に於いてカザルよりも高く評価されている。統武四十八年没、享年75。
サリウ・シェイ
カザル・シェイ・ロンの妹。物語の序盤でファンと出会い、以降彼が気になっている様子。その関係上、マイアとは犬猿の仲だったが、アグナ・メラ（ファンの婚約者）の登場で、そちらにより強い敵意を見せる。兄と似て思慮深さに欠け、尚且つ負けず嫌い。
軍師アル・レニオス・ウル・グルラと結婚。
カシベ
カザルの側近の一人で若い武人。常にカザルの命令を受け引き受ける忠臣。カザルが最後に身を呈して庇った部下は彼の息子だったと言う。
ウォル・シェイ・ロン
かつて大陸の東半分を征したという伝説の覇王。別名「興武王」。胸に痣があったと伝えられる。彼の王国は後に分裂し、現在大陸東部の国々の元となった。

### グリハラ
ギルス・ヴェダイ
「闇の魔人衆（イベルグエン）」を父（ジによると、『ヴェダイ』の名を持つイベルグエン）に持ち「ルドランの眼」を持つ男。性格は抜け目無いが人間臭い台詞が多い。ファンに敗れ、子分となり八番艦に乗船。八番艦の中ではトゥバン、ファンに次ぐ実力の持ち主。メルダーザがファンを慕っている事を知りながら、彼女に惹かれていた。海都に逗留中はトゥバンの稽古相手になっていた。
ガルハサン編後、下人（げじん）から魔人になる為、メルダーザと共に影船を去り、ロナルディアへ向かう。後にマリシーユによって「根の呪」を解かれ、魔人となる。
後にメルダーザと結婚した。
メルダーザ
アナハラムの娘。ヴェダイとは幼い頃共に過ごした。八番艦にはグリハラで乗船。その後、アナハラムがロナルディアと組んでいる事を確かめるため、影船を去り、ヴェダイと共にロナルディアに向かう。その後パンニャーの卵が孵化した者と判明し、覚醒。クラッサ・ライに「呪」を掛けられ、森守を操る傀儡と化す。当初よりファンに惹かれていたが、森守の傀儡から目覚める際に、ヴェダイの大切さに気付き、後に結婚する。マイアやマリシーユと同じ処置を施されているらしく、120年程度の寿命を持っている。
パンニャーの卵とは、古の知識を後世に残すための人工冬眠装置の様なものだったらしく、その中に居たメルダーザの脳内には、カガグや言語等の知識が埋め込まれていた。森守の傀儡から目覚めた後には、その知識がまだ自分達には早いと悟り、さらに後世に残すために書物として著した。
導師（カスト、ルグス）
イベルグエンの下人だった双子。住民をキオカの葉（焚くと幻覚作用のある煙が出る）を使って判断力を奪い支配していた。ダンドーの耳と双子による瞬間移動のトリックを暴かれ、倒される。
アナハラム
名目上メルダーザの父。闇の魔人衆イベルグエンを従え、イルアンジャについて知っていたという魔道師。メルダーザを含むファン一行がグリハラを訪れた際には、既に双子の下人を残してグリハラを去っていた。現在はロナルディアに与していると言われている。初期から名前のみが登場する。
その正体はロナルディアの先帝の弟「ムジク・タイ・ダ・ロナル」であった。暗愚な王だった兄を諌め続け、専横を図る家臣に暗殺されかけるが脱出、以後「アナハラム」を名乗り魔道の力を求め続けた。
カガクを神・正義の力と妄信し、レアニ女帝の非道を指摘しながら、己が死ぬ際にはラオン・ヴラを焼き討ちする様メルダーザに呪を掛ける等、決して善良な人物ではない。戦後は幽閉され、統武十二年、自らの正当性を訴え続け最後には「神は居ないのか」と言い残して没した。
ガルディアン
イルアンジャの従者。漆黒の衣に身を包んだロボットで、イルアンジャの命令を忠実に遂行する。
イルアンジャ
1000年の昔から伝説として語られる大魔道師。正確には魔道の里の地名であり、その里から出てきた者達の総称となる。エル・グリハラに一人で居たが、精神が病んでおり、最後は土武者に殺される。

### ロナルディア
オンブルワ・ゼ・フォレスト
ロナルディア海軍、最年少の艦長。ファン曰く「自分、ソルに続いて世界で三番目の船乗り」。カノン砲を搭載した最新鋭の巡洋艦を与えられ、影船八番艦を追跡していた。手堅い操艦をする、厳格な武人。ファンと同じく、これから訪れる嵐を先読みする事が出来、ファンからも超一流と言われる。ファン達には俊英艦長として警戒されている。が、ファン達に負けた後、10人程度の小船で首都港湾の哨戒任務という閑職に追いやられる。後にロナルディアに新設された第四艦隊の艦隊司令に任命されたが、肌の色の違いやファンによる流言等で上層部には疎まれており、艦隊の中身は一隻と半隻（建造中）のみで、しかも残りは旧式艦を改修して廻す予定等、差別的待遇を受け続ける。それでもその地位を最大限利用し、主力艦隊壊滅による海相の全権委任で艦の改装や戦力強化に勤しむ。帝都近海決戦に於いてはガッツオより譲り受けたカノンを使い、海の一族に大打撃を与えるもファンの策にかかり敗北した。
カザル・シェイ・ロンによる平定の後、ファン・ガンマ・ビゼンの願いにより、ロナルディア海軍のナルド海司令官となり、海の一族に代わってその海を治めた。
ディアブラス
フォレストの部下の海兵隊隊長。大剣を軽々扱い、ファンを吹き飛ばしトゥバンと鍔迫り合いが出来る程の剛力の持ち主。またニホントウの斬撃を質の劣る剣でありながら、技術でカバーしつつ切り結ぶ、卓越した剣士。当初は上の命令(クラッサ・ライ)によりフォレストを護衛する形で乗船していたが、ファンとの一騎討ちに敗れた後、自らの意志でフォレストの部下になっている。
最期はトゥバン・サノオとの直接対決に敗れ、クラッサ・ライより貰った古の剣をトゥバンに託し、散った。劇中では人間としてただ一人、トゥバンに直接剣による傷を与え、彼を本気にさせた人物である。
カンタァク
フォレストの部下の海兵隊副隊長。ディアブラスを強く信頼している。ヴェダイと互角の闘いを繰り広げる。八番艦に同船中に操帆を習い、小船程度なら操れる様になる。また上官の命令を忠実にこなし、ディアブラスから「艦隊旗艦の副長もこなせる」と言わしめる程まで成長した。
大陸平定後は、トゥバン・サノオに付き従い、まるで弟子の様に諸国を巡った。後に、ディアブラスとトゥバンの約定によりディアブラスの剣を授かり、名人と呼ばれるまでになった。
ガッツオ・ルード・オルドディア
ロナルディア皇帝の従弟で、名門の出。その事による嫉妬と温厚且つ気弱な性格から周囲には軽んじられていたが、その才覚は確かなもので後にロナルディア陸軍総参謀長となり、魔導兵と陸兵の諸兵科連合によってウォルハンを一度は撃退する（但し、ウォルハン側の巧妙な誘い出し）も、その後の第二戦にてアル・レオニスによる策とカザルとの一騎討ちに敗れ、降伏した。
カザル・シェイ・ロンによる平定の後、カザルの命によりロナルディアの公王となり、その存命中には国内で一度も乱を起こさせない等、遺憾無くその手腕を発揮した。
レアニ・ルヴァダ・ロナル
ロナルディア帝国の女帝。帝都ラオン・ヴラ陥落後、アナハラム、クラッサ・ライらと共に姿を消す。ホルアフト海峡に於いて、ロナルディア帝国海軍の連合艦隊と海の一族の戦いでカノン艦が壊滅した時には、敗北の事実を隠す為に解放された自軍の兵士を、街もろとも灰燼に帰させる等、激しい性格の持ち主。ロナルディアが正義であるとの揺るぎない信念を最後まで持ち続けた。
ファンとヴェダイが離宮の奥の間に辿り着いた際、復讐の意味もあってアナハラムにレーザーで撃たれ、死亡した。

### 海の一族
ソル・カプラ・セイリオス
先代海王の末子。影船七番艦に乗って帰都し、しきたりに則った海王の選定を求める。年少の時、ファンに一度負けた事がある。アレア・モスをもって、他の2人とは器が違うと言わしめた。王海走に（真偽はともかく、公式には）勝利し、新たな海王となる。ファンの器量・実力・運に少々劣等感を持っており、それが彼の思考・行動に様々な影響を与えている。帝都近海決戦ではファンの策による演技のため、ディアブラスより右腕を斬られる重傷を負うが、生還。ロナルディア戦後はファンに海王の位を譲り、隠居した。「ファンに勝ちたければ味方になる事だ。そうすれば一度は勝てる」と語ったという。統武四十年没、享年69。
スクラ三姉妹の長女ライエを娶り、ロナルディア戦前に長男を授かる。後にこの長男とファンの長女が結婚し、その子がファンの跡を継いで海王となった。
マルキュリ・オ・スクラ
ソルの副官。“氷の懐剣（アイスダガァ）”の異名を持つ。スクラ三姉妹の兄。王海走後、新海都近衛兵長となる。ソルと共にファンを騙し討ちしようとしたが、ジンに命懸けで防がれ、アグナの銛で死亡。
ライエ
ソルの下で働くスクラ三姉妹の長女。八番艦の海都脱出の際、裏で妹達と共に脱出に手を貸した。後にソルの妻になり、彼の子を身篭る。スクラ三姉妹はソルの乳兄弟でもある。
エールラ
スクラ三姉妹の次女。王海走の際にある役回りを引き受ける。弓矢の技量に優れ、ジン亡き後彼の代わり（ソルに「八番艦に乗るのはファンの妻になる為ではない」と語る）として影船八番艦の乗組員となる。その件からか、当初ニッカからは八番艦乗員とは認められていなかったが、後にマリシーユ・ビゼンの言もあり、正式な乗組員となる。
海戦時には、得意な弓を生かしての火矢による投射や敵艦乗り込み時の援護射撃を担当。また、ディアブラスに斬られたソルの応急手当も行い、無事に一命をとりとめた。ウォルハン兵にお茶を出す等、雑務もこなす。
ロナルディアとの戦いが終結した後は、ニッカの妻となり一子を儲けた。
グリスロウ（グリス）
スクラ三姉妹の三女。後にトーマ・ソムと結婚。2子を儲ける。
イルカノ・ジバステン
海都近衛艦隊司令。海将としての力量は一族でも屈指の男。海都近衛艦隊戦後はファンに惹かれ、依頼を受けて情報収集を行う等、シンパとしても活躍する。帝都近海決戦ではソルと共に重傷を負う。
ジト・サントニウス
北インガルナシオ艦隊海将。元海都近衛艦隊司令。堅物とも揶揄される程命令に忠実な男だが、その器量も一級。
ナルドロフ・ヴェザ
影船一番艦艦長。
ザンチャオ・ナウト
影船二番艦艦長。
グルミア・アフレイル
影船三番艦艦長。王海走の際、ソルを乗せて走った。
アレア・モス
影船四番艦艦長。影船の艦長達の中でも最も操艦が上手い一人と言われる。
クラ・ミグナム
影船五番艦艦長。
イバト・ルタ
影船六番艦艦長。海王選定の儀で唯一ファンを支持する。アレア・モスと並ぶ操艦技術を持ち、ライバル視されている。
ギジン・ドラル
影船七番艦艦長。海王選定以前からソルを支持する。
レグルス・マリキ・セイリオス
先代海王。嵐に遭い、旗艦コル・セイリオスと共に沈んだ、とされている。ファンの父親である事が後に判明する。
カノープ・カフ・セイリオス
先代海王の長子。フェルカドによって傀儡の海王として擁立される。善人ではあるものの、凡人。
フェルカド・ルーナ・セイリオス
先代海王の第二子。エギアと共に海の一族を支配すべく策謀を巡らす。王海走後、母親と共に強制的に隠居（＝幽閉）させられる。ソルが台頭するまで、アレア・モス等からはそれなりの器と見られていた。
エギア・アルガマス
海都近衛兵長。フェルカドと組み、海の一族を支配すべく策謀を巡らす。王海走後、マルキュリに殺害される。
ウォルカ・ベアス
新しく任命されたサナル艦隊海将。若い頃から何をやらせても一番、と言われた男。部下を駒としか思わず、少しのミスも許さない。その割には実戦経験が少なく、ファンにも指摘されている。それが仇となり、部下の信望を失い、最期はアグナの銛によって絶命。
ヴィナン・ガルー
ウォルカの前任のサナル艦隊海将。戦上手で知られ、自身も戦好きを公言する。ソルに解任されたが、後に復帰。
オブキン・パベル
影船クルー、ジンの父親。長老部に居たが、フェルカドの陰謀により辺境サナル海へ左遷される。ジンの死後、再び現役に戻り、八番艦にてジンの当直（ワッチ）を担当する。
デプリ・ソム
影船クルー、トーマの父親。オブキン同様長老部に居たが、辺境へ左遷される。
ウラニス・セグノ
影船副船長、ハルバードの妻。海都十三区女衆の長。八番艦の海都脱出の際、海都に閉じ込められた影船クルー達を救い出し、その罪で一時幽閉される。その後、ファンが反乱を起こした際もハルバートとファンを信じている。
ウルキ
海都一の刀工。ファンの依頼でトゥバンの為に剣を打った。「斬れる事より、まず折れぬ事に重きを置いた」為に質が落ちるかもしれないとしたが、トゥバンはそれでも十分（並みの者には扱えぬ剣と評し、ファンも良い剣だと評する)と言う。大陸一の兵法者の剣を打てた事を感謝（刀工としてこれ以上の仕合わせは無いと述べた）している。
アヌアビス・プロシオン
初代大海帥。300年ほど前に起きた海の一族の存亡を賭けた大海戦の際、海王に代わって一族を率いた。その栄誉を称え、海戦が起きた海域はアヌアビス海（連載初期は「アヌビアス海」と表記されていた）と名付けられた。
ノルハナ・スクラ
マルキュリ、スクラ三姉妹の母親。ソルの乳母。ソルが18歳の時に亡くなる。

### ジーゴ・サナリア
アグナ・メラ・ジーゴ
海賊「ジーゴ・サナリア」の大長の孫娘。自身も組長になる程の実力を持つ。成り行きでファンの許嫁となり、乗船。銛の名手。本作ヒロインとしては巨乳である事を自覚している。男勝りの性格で頭に血が上りやすいが、一族の急場でも冷静な、組長に相応しい判断力も併せ持つ。その反面、教養は余り無い様で、少し難しい言葉が出てくると理解出来ずに頓珍漢な反応をする一面がある。
後にファンの妻となり、2子を儲ける。その死の床にオンタナからマイアを呼び、自分の死後ファンと結ばれる様に諭した。ロナルディアの離宮へ向かう際にマイアに話した「かっこうええ死に方がしたいのぉ」の言葉通りに統武五十年没、享年68。海都の自室の壁には故郷サナル海の海図を掛けていた。
サクゥ
アグナ・メラの部下。ジーゴの男にしてはやや気弱。
マイアに気がある様で、それをアグナに突っ込まれた際にはアグナ一筋だと取り繕ったばかりに「殺す」と言われた。
八番艦の甲板（デッキ）でクルー達やマイアと仲良く帆布を繕う等積極的に関わろうとする為、コミュニケーション能力はそれなりに高い模様。その際に針で指を刺して周りに笑われる等、手先はあまり器用では無い。
クビンラ・ババ・ジーゴ
眉間に目玉の刺青を施したジーゴ・サナリアの大長。アグナの祖父。嫁取りの儀を行い、アグナの婿になる事を前提に、ファンに力を貸す事を認めた。好々爺然とした人物だが、ファンが離席した際、インダに「ロナルディアとの交渉の為ファンの首を獲れ」と述べる等老獪な面もある。
インダ
若くして五本の指に入る組長と言われる男。嫁取りの儀の際、リーダーとなりファンと闘った（ファンに「てめぇはケタが一つ違う」と言わしめる剛の者）。その後、ファンの器を知りジーゴを率いてファンに加勢する。

### 闇の魔人衆（イベルグエン）
クラッサ・ライ
イベルグエンの長。イルアンジャと同じく、「クラッサ・ライ」とはイベルグエンの長が代々襲名する名前であり、本名はシーヴァ。歴代の魔人の中でも屈指の実力を誇り、森守ですら自分に攻撃を当てられぬと豪語する程脚に自信を持っている。長であるが故か本来イベルグエンには無い技も知っている。
イベルグエンは、本来ビゼンの里で主筋たるビゼンの家の者を守る事を務めとしていたが、シーヴァは外界でその力を試す誘惑に駆られ、ビゼンの家が守るパンニャーの卵を盗んで出奔した。その後ロナルディアと結んで勢力を増大させた。
シーヴァとマリシーユ・ビゼンは、若い頃お互いに惹かれ合っていたと思われる節がある。しかし、シーヴァの野望がそれに勝り、結局二人が結ばれる事は無かった。
メルダーザを救出する為に離宮へ攻め込んできたファンと一騎討ちとなったが、足でニホントウを操るというファンの奇手を読めずに敗れた。その死の直前にはファンに力を貸し、それが故にファンはアナハラムを倒す事が出来た。
ドウ
ヴェダイの物より重厚な「ルドランの眼」を常に装着している。ファンが戸惑う程の素早い動き、イベルグエンの持つ古の業を駆使してファンを苦しめたが、イベルグエンですら知らないファンの体術の前に敗北。
敗北後瀕死の状態になった為、ジにイベルグエンは死体を見せてはならないという理由で回収され、事切れた後ルドランの眼を外された遺体は海中へと遺棄された。
ジ
「ダンドーの耳」に似た物を装着しており、蝙蝠の様に音で周囲の状況を把握する。イベルグエンの中でも更に強く、クラッサ・ライを除けば恐らく最も強いと思われ（トゥバン曰く「倒した2人（ドウとドウの代わりに来た男）よりもかなり強い」）、大柄な体躯ながらファンも舌を巻き対応に手こずる程の素早さを誇る。下人の頃はアルラという名であり、ヴェダイとも面識があった。物静かで寡黙な印象を持つが、内心ではイベルグエンである事が歪んで傲慢なプライドとして息衝いており、ファンに敗北してからは感情と言葉が表出する事が増え、ヴェダイとの闘いでは味方を犠牲にする攻撃を行う等極端な行動を取り、耳を破壊された時は決定的な隙となる程の動揺を見せた。
ドウの代わりに来た男（氏名不詳）
ドウの死亡後ジによって呼ばれた男。「ルドランの眼」の他に、豆粒程の小さなスピーカーを多数所持し、それを用いてヴェダイに「呪」を掛けた。またそれを周囲に撒く事で見えない敵を作り出し、ファン達を撹乱した。前の闘いでトゥバンに右腕を斬り落とされたが、治療後ジと共に再戦。最後はファンの言葉を信じたトゥバンに切り伏せられる。
ジと共にガッツオを奪いに来た男（氏名不詳）
行軍する魔道部隊をカザルが奇襲した時に、アル・レニオスを拉致しようとした男。後日カザル軍の野営地に侵入し、再びアル・レニオスを拉致しようとするが、それを予測したファンの手配により、トゥバンに倒される。
ドウと同じ様なルドランの眼らしき物を装備していたが、殆ど戦闘らしい戦闘をしないまま倒された為、具体的な装備や得意技等は不明である。
ジと共に離宮でヴェダイと闘った男(氏名不詳)
ジと共に離宮でファン、ヴェダイを迎え撃った男。初登場は離宮ではなく、アル・レオニスを『救出』したジを回収する為ロナルディア艦に搭乗していた。
短剣をファンに斬られるものの、2対1という事もあり体術でヴェダイを圧倒した。
最後はジによりヴェダイの体勢を崩す布石に利用され、後ろから不意に突き飛ばされた為ヴェダイの剣で喉を掻っ切られた。
残りのイベルグエン
テラトーの森に侵入した際、3人が森守に殺された模様。

### その他
マリシーユ・ビゼン
ファンの母親。ファンに体術、ニホントウ、気象に関する科学知識等を授ける。海の一族ではないが、先代海王に愛されファンを身篭り、その後当時の零番艦を八番艦として授かった。艦長あるいは船長と呼ばれる事を嫌がった為、船員達からは海子守（みこもり、ハルバートが名付けた）と呼ばれる。容姿はファンの母親とは思えない程非常に若々しい。ファン以上に惚けた性格で、彼を閉口させられるほぼ唯一の人物である。連載開始時から消息は不明のままであったが、34巻で初めて登場した。
その若さの秘密はビゼンの里に伝わる「古の特別な薬」によるもの。この薬には、身体を活性化させ、老化のスピードを落とし、寿命を伸ばす作用がある。息子よりも長生きし、統武八十年没。パンニャーの卵を守る守人としての使命に生きた人生に対しての皮肉か、マイアとメルダーザに看取られながら、全く意味の無い言葉（ヘメロペカペカ）を発して世を去る。享年125。

## 作中用語
イベルグエン
「闇の魔人衆」とも呼ばれる集団。驚異的な能力、技を持ち、更に古の道具（=科学の道具）を扱う。主従ではなく、何かの約定によって仕える。その正体はマリシーユの故郷であるビゼンの里で守人を守る者達だったが、長だったクラッサ・ライが数十年前にパンニャーの卵と部下を伴って逃亡。以後はロナルディアに仕えている。特殊な言語を持ち、攫ってきた子をその言葉の呪によって縛りながら、下人として育てる。ある程度力が付くと（呪によって束縛を解除する事で）下人から魔人へと昇格する。ファンやトゥバンとの交戦、旧オンタナのテラトーの森侵入等で多くが死に、ファンとヴェダイが再会した時にはクラッサ・ライを入れても生き残りは3人のみになっている。
影船
「海の一族」の守護神とも呼ばれる海王直属の軍艦で船体はおろか、帆までが黒く塗装されている事からこう呼ばれる。原型である零番艦を除くと7隻あり、それぞれ7つの海域と海将を両方監視する役目（目付）を与えられている。しかしファンが乗艦としているのは、番外とも言える八番艦であった。船体の材質はこの時代に不釣合いなものが使われている様子で、木造の船では木っ端微塵になる大嵐の中でも走行が可能である。ただし武装に関しては一族の他の艦と同様、火器等は搭載していない。一族の中でも最強と言える船であり、「一隻同士の一騎討ちだけでなら無敵」と評する声もある。
影船のオリジナルは零番艦と別名される八番艦であり、その正体は海都や森守同様古代の遺産である。八番艦は、ロナルディアとの大戦で座礁・廃船となった二代目コル・セイリオスに代わって、ファンが海王を引退する統武五十年に三代目コル・セイリオスにその座を譲るまで一族の旗艦であり続けた。
実際に世界が滅亡したのが何年前かは判明していないが、作中世界の文明が形成される以前のものにも関わらず船体に目立った損傷や腐蝕は無く、大波に飲み込まれても船体が破損せず、全速力の中型船の衝突にも耐えている。
残りの影船は八番艦を模倣して海の一族がイルアンジャの力を借りて建造したもので、作者によると内部に動力機関があるかもしれないとの事。但し船体後部にスクリュー等の装置は無い。

- 一番艦 - 帆装：バーク / 艦長：ナルドロフ・ヴェザ / 担当：北インガルナシオ海
- 二番艦 - 帆装：バーケンチン / 艦長：ザンチャオ・ナウト / 担当：西インガルナシオ海
- 三番艦 - 帆装：バーク / 艦長：グルミア・アフレイル / 担当：ウンジロ海
- 四番艦 - 帆装：バーケンチン / 艦長：アレア・モス / 担当：サナル海
- 五番艦 - 帆装：バーク / 艦長：クラ・ミグナム / 担当：ハンダン諸島
- 六番艦 - 帆装：バーケンチン / 艦長：イバト・ルタ / 担当：東アヌアビス海
- 七番艦 - 帆装：バーケンチン / 艦長：ギジン・ドラル / 担当：西アヌアビス海
- 八番艦（零番艦） - 帆装：トップスル・スクーナー / 艦長：ファン・ガンマ・ビゼン

コル・セイリオス
海の一族の海王が乗艦する一族の旗艦であり海王の御座船。大型な上、矢を飛ばす弩を装備しており、海の一族中では強力な砲戦能力を持つ。帝都近海決戦ではソルが乗船したが、ジーゴを“載せて”荒海を越えさせる為に殆どの水兵・装備を降ろしており、第二戦にて砲撃を受けて座礁する。
土武者
大陸西方の伝説で、悪魔ラドゥーディが禍をもたらした時、神臣ヴェラリが土で造ったという兵士。アナハラムはエル・グリハラの地下で「土武者」と名付けた人型兵器を発掘していた。
ニホントウ
「鉄をも断つ」とも「もはや現存しない」とも言われる伝説の武器。ファン曰く、数振りしか残っていない。現代で言う日本刀と同一の物かは不明だが、ファンやトゥバンが使えば伝説に違わぬ切れ味を見せる。
黒竜騎
カザルがファンの助言に従って組織したアル・レオニスの近衛兵。もっとも、アル・レオニスとカザルが近くにいる事が多く、むしろ黒竜騎達は今まで通りカザルを守ろうとしてしまう為にカザルから叱責される事がある。劇中ではカザルの命とは言え、全軍で奇襲を仕掛けた為にイベルグエンをアル・レオニスに無防備に近付けさせてしまう、不意の砲撃で咄嗟にカザルを庇ってしまう等、失態が多い。
海兵隊
ロナルディア海軍に所属する白兵専門の兵士（海兵）。主任務は敵船との切り込み戦であり、ドルドルーヴォや陸上兵と同じ重装備で身を固めている。
魔道部隊
ロナルディア軍の強力な戦力であり、部隊長は魔道師。ロナルディアが強大化した要因であり、カノン・ドルドルーヴォを所持する。但し、長遠のカノンと投擲のドルドルーヴォがある事で対弓矢のみ考慮する超重装の鎧・盾兼用の篭手しか装備しておらず、雨等で魔導兵器が使えなくなると極端に脆くなる。ガッツオは歩兵部隊と取り混ぜ、雨天対策を施す事でこの弱点を克服する。
ディアブラスの剣
ファンとの闘いで剣を折られたディアブラスが、クラッサ・ライより貰い受け帝都近海決戦で使用した古の剣。カガクによるものでは無いという。海都の名工ウルキが鍛えたトゥバンの剣を二度切断し、後のトゥバンと森守との死闘でも折れない等ニホントウ並の切れ味・強度を誇る。ディアブラスからトゥバンへ、そしてカンタァクへと受け継がれていく。
修羅の門のスピンオフ作品「陸奥圓明流異界伝 修羅の紋 ムツさんはチョー強い?!」では、柄（え）が違うだけで刀身から鍔まで全く同じインフィニオスと言う剣が登場する。

### 地名
イルアンジャ
一般的には伝説の魔道士の名前だが、正確には魔道の里の名。そこには未だ謎に包まれた「モンジュの扉」が存在する。
ウォルハン
首都：ジンロン。東方の遊牧民族の小国。かつては大陸の東半分を支配した“興武王”ウォル・シェイ・ロンの直系を称し、国王はロンの称号を名乗る。カザルがロンを名乗った当時は東方諸国の中でも弱小国の部類に入っていたが、カザルの下で急激に領土を拡張していく。
海の一族
交易等によって世界の海の半ばを支配する「国」。「海王」が統治する。
エンノロイア
北方の小国。トゥバンの出身地。
オンタナ
大陸西方にあった王国。精鋭の騎士団を有する国で、ロナルディアと不可侵条約を結んでいたが、突然侵攻され、魔道の兵器の前になすすべもなく滅亡した。領内に森守が守護する「テラトーの森」がある。
海都
「海の一族」の本拠地。インガルナシオ海を回遊する巨大な船であり、海の一族を除いては入る事は出来ない。また常に海流と季節風に任せて一定の航路を彷徨っている為、その正確な位置は海の一族であっても海豚や鯱を用いないと特定出来ない。
ガルハサン
首都：ルグーン。大陸中原にある豊かな農業国で、国庫には5万の軍勢を5年間保てる程の兵糧が貯蓄されていた（それでもアル・レオニス曰く「歴代王は胡座を掻いていた」と言われる程潜在的な生産力がある）。現在では同盟国ロナルディアに貢納同然の安値で兵糧を奪われ、3年分程に落ち込んでいる。
カロ
ウォルハンやクアラの南方の島。また、そこにある自治都市。金と茶を産出し、貿易でも栄える。クアラ陥落は、海軍が海賊行為を働いていた為に好印象を持っている人が多い。
クアラ
首都：ルイチ。大陸東域最大の国。“金虎将”ジンバハルの元、強力な騎兵、そして急拵えながら数隻の海軍+上陸兵を擁していた。カザルによってジンバハルが討たれ、ルガイ関の戦いに敗れた後滅亡した。このクアラ陥落は、ウォルハン台頭の切っ掛けとなる。
グリハラ
大陸の遥か東方にある魔道の島。アナハラムが以前住んでいた。東の砂漠の先に禁断の地エル・グリハラがある。
サナリア諸島
西の辺境、サナル海の西に位置する諸島。海賊ジーゴ・サナリアが全域を支配している。
ヌライナ本島
サナル海の東に位置する島。サナル艦隊の補給地であり、海将も居る。
ジオ
サナリア諸島の西に位置する島国。香辛料と宝石の産地で小国ながら栄えている。ジーゴ・サナリアはジオからの貿易船を襲う事で生計を立てているが、実は裏で手を組んでおり、交易品の供給量を調節する為にジーゴ・サナリアに襲わせ、返されたのをまた売るという行為を繰り返している。（ジーゴは宝石に興味が無く、噂では「ジオ産の半分はジーゴから返ってきたもの」）
ブイン
王都：ギ。ガルハサンの東に位置する。ウォルハンが陥落させた東方最後の国。ブインとガルハサンの間にはアルラン山脈が広がる。貿易によって国土に見合わない利益を得ていたが、国王の独占だった為にウォルハン接近と共に首都民衆が蜂起し国王は死亡。ウォルハンに降る。
ロナルディア
大陸西方の大国。魔道の兵器を蘇らせ、領土を拡張している。さらに強力な魔導の示威によって“同盟という名の支配”を広げ、世界に強大な影響力を持っている。保有する艦船は海の一族に多い細身ではなく、キャラック船、ガレオン船等の様にやや膨らんだ船型をしている。

### カガク
この世界には“魔道の技”と呼ばれる「カガク」の存在がある。詳細に関しては殆ど伝えられておらず、現実世界に於ける空想の産物である魔法の様なものの様に捉えられている。実際には現実世界の科学とほぼ同意語だが、その科学レベルには幅がある。現実世界では14世紀頃には既に使われていた大砲の様な物から、現在の技術でも実現不可能な二足歩行の戦闘用ロボットまで、全てを纏めて「カガク」としている。
ルドランの眼（ルドランのめ）
ヴェダイが所有していた、作中最初に登場したカガクの産物。瞬時に光量を調節する事で暗闇の中でも物を見る事が出来、更に望遠機能で遠方を見る事が出来る等、ナイトビジョンと望遠鏡の機能を併せ持つ。
雷の剣（いかずちのけん）
グリハラ王家が所有し、グリハラに居た導師（イベルグエンの下人）が持っていた武器。刀身から雷（=電撃）を発する。但し電気を発するには下記のエクタルの石（=バテリ）が必要。
エクタルの石（エクタルのいし）
雷の剣を使用可能にする為に必要な物。別名「バテリ」。
ダンドーの耳（ダンドーのみみ）
導師が所有していた道具。遠方の音の送受信が可能な無線機の機能を持つ。集音器（ガンマイク）の働きも兼ねている物や、豆粒程の大きさのスピーカーの様な種類もある。
森守（もりもり）
オンタナにあるテラトーの森の守護者。テラトーの森に存在する「森守の遠隔制御装置」を守護する為に、何人足りともその中を伺い知る事は出来ない。頭部より光線らしきものを発する。その威力は土塁を一瞬で溶解する超高熱で、かわしても皮膚を焦がす程である。グリハラにはその眷属が存在し、アナハラムはこれを「土武者」と呼称していた。形状その他からロボット（アンドロイド）と思われる。上記の遠隔制御装置を使用した場合は、近接防御火器をも駆使した高度な戦闘が可能となる。
ガルディアン
エル・グリハラに居た黒ずくめのイルアンジャの従僕。その正体は森守と同様人型兵器。但し森守とは性能は異なり、素早い動きと堅い装甲、そして雷の剣を用いて戦う。頭部を破壊されない限り、一時的に機能を停止しても復活する様子。
ドルドルーヴォの火（ドルドルーヴォのひ）
『ドルドルーヴォ』とも呼ばれる。火を着けて炸裂する武器。現実世界で言う黒色火薬を用いた震天雷（手榴弾）の様な物。作中ではエル・グリハラのイルアンジャが用いたのが初出。これを使用したロナルディア軍は、精強と言われたオンタナの騎士団を1日で破り、堅牢無比と謳われた城も2日で落とした。海兵が接舷直後に投擲する使用法も見られる。ロナルディアが一躍強国になったのは、これを主兵装とする魔導部隊の創設が大きい。周辺諸国に対し、遠方への脅威に対する援軍として多少出向させる事もある様である。
カノン
ロナルディアの戦闘艦に搭載されている大砲。艦船の他、史実と同様に攻城や守城等にも使われている。作中の人物からは「雷の如き轟音と共に」と表しており、海の一族でも数隻が沈められている。作中では、この技術のみ実世界と同じ呼び方をされており、中世に近い技術レベルを連想させる描写がされている。
海都（かいと）
上記の地名にある様に海の一族の本拠地で、小島程の大きさを持ち、海上に浮いているメガフロート。本来の用途は不明ながら、中央には船橋とも呼ぶべき高層ビル程の構造物が建ち、その後方の甲板上には貯水施設が設けられている。甲板下には大型帆船を多数収容出来る湿ドックが備わる。内部の階段は実世界のエスカレーターとよく似た形で描かれており、カガクの産物であるかの様な片鱗を窺わせる。船としての動力をカガクと結び付ける描写は為されておらず、大半が樹木で覆われた甲板には、所々に大型帆船と同程度の大きさの横帆を持ったマストが描かれている。
“星”
太古に打ち上げられた人工衛星。イベルグエン達の連絡手段等に使われており「“星”の位置が良かった為、素早い連絡が取れた」という旨の言い回しがあり、衛星通信が可能な模様。海の一族にも「位置の変わらない“星”（静止衛星）」が伝わっている様で、天測を行う事で現在地を確認するのに利用している。
パンニャーの卵
ビゼンの里に伝えられていた宝物。その正体は一種の「人工冬眠装置」で赤ん坊のメルダーザが「カガクの知識を伝える生きたデータバンク」として眠っていた。
ビゼンの秘薬
ビゼンの里、パンニャーの守人の家に伝わる薬。代謝機能を向上させて若さを保ち、回復力を高める（マリシーユ曰く「軽く不死身」）が不死と言う訳では無く、人間の生理寿命である120歳前後で機能を停止する。直系の子孫の場合二代から三代の間は多少老けにくく長生きする様だ。

## 書誌情報

### 単行本
- 川原正敏 『海皇紀』 講談社〈KC月刊マガジン〉、全45巻
  1. 1998年8月17日、ISBN 4-06-333637-9
  2. 1998年11月17日、ISBN 4-06-333655-7
  3. 1999年2月17日、ISBN 4-06-333667-0
  4. 1999年5月17日、ISBN 4-06-333678-6
  5. 1999年8月17日、ISBN 4-06-333690-5
  6. 1999年11月17日、ISBN 4-06-333703-0
  7. 2000年2月17日、ISBN 4-06-333713-8
  8. 2000年5月17日、ISBN 4-06-333724-3
  9. 2000年8月10日、ISBN 4-06-333733-2
  10. 2000年11月16日、ISBN 4-06-333745-6
  11. 2001年1月17日、ISBN 4-06-333755-3
  12. 2001年5月17日、ISBN 4-06-333769-3
  13. 2001年9月17日、ISBN 4-06-333781-2
  14. 2002年3月15日、ISBN 4-06-333811-8
  15. 2002年9月17日、ISBN 4-06-333842-8
  16. 2002年12月17日、ISBN 4-06-333854-1
  17. 2003年4月17日、ISBN 4-06-333874-6
  18. 2003年7月17日、ISBN 4-06-333888-6
  19. 2003年10月17日、ISBN 4-06-333903-3
  20. 2004年3月17日、ISBN 4-06-333926-2
  21. 2004年6月17日、ISBN 4-06-333937-8
  22. 2004年9月17日、ISBN 4-06-370951-5
  23. 2004年12月17日、ISBN 4-06-370963-9
  24. 2005年3月17日、ISBN 4-06-370978-7
  25. 2005年6月17日、ISBN 4-06-370991-4
  26. 2005年9月16日、ISBN 4-06-371008-4
  27. 2006年3月17日、ISBN 4-06-371033-5
  28. 2006年6月16日、ISBN 4-06-371047-5
  29. 2006年9月15日、ISBN 4-06-371058-0
  30. 2006年12月15日、ISBN 4-06-371070-X
  31. 2007年3月16日、ISBN 4-06-371083-1
  32. 2007年6月15日、ISBN 4-06-371092-0
    - 「EXTRA EDITION」2007年6月15日、ISBN 4-06-362081-6

  33. 2007年9月14日、ISBN 4-06-371108-0
  34. 2007年12月17日、ISBN 4-06-371119-6
  35. 2008年3月17日、ISBN 978-4-06-371132-5
  36. 2008年6月17日、ISBN 978-4-06-371148-6
  37. 2008年9月17日、ISBN 978-4-06-371161-5
  38. 2008年12月17日、ISBN 978-4-06-371175-2
  39. 2009年3月17日、ISBN 978-4-06-371187-5
  40. 2009年6月17日、ISBN 978-4-06-371195-0
  41. 2009年9月17日、ISBN 978-4-06-371205-6
  42. 2009年12月17日、ISBN 978-4-06-371223-0
  43. 2010年3月17日、ISBN 978-4-06-371233-9
  44. 2010年6月17日、ISBN 978-4-06-371244-5
  45. 2010年9月17日、ISBN 978-4-06-371254-4
- 川原正敏 『海皇紀 新装版』 講談社〈KCデラックス〉、既刊18巻（2025年8月12日現在）
  1. 2024年12月17日発売[2][3]、ISBN 978-4-06-538156-4
  2. 2024年12月17日発売[2][4]、ISBN 978-4-06-538154-0
  3. 2025年1月17日発売[5]、ISBN 978-4-06-538151-9
  4. 2025年1月17日発売[6]、ISBN 978-4-06-538152-6
  5. 2025年2月17日発売[7]、ISBN 978-4-06-538165-6
  6. 2025年2月17日発売[8]、ISBN 978-4-06-538163-2
  7. 2025年3月17日発売[9]、ISBN 978-4-06-538162-5
  8. 2025年3月17日発売[10]、ISBN 978-4-06-538170-0
  9. 2025年4月16日発売[11]、ISBN 978-4-06-538902-7
  10. 2025年4月16日発売[12]、ISBN 978-4-06-538905-8
  11. 2025年5月16日発売[13]、ISBN 978-4-06-539297-3
  12. 2025年5月16日発売[14]、ISBN 978-4-06-539299-7
  13. 2025年6月17日発売[15]、ISBN 978-4-06-539812-8
  14. 2025年6月17日発売[16]、ISBN 978-4-06-539811-1
  15. 2025年7月16日発売[17]、ISBN 978-4-06-540103-3
  16. 2025年7月16日発売[18]、ISBN 978-4-06-540104-0
  17. 2025年8月12日発売[19]、ISBN 978-4-06-540326-6
  18. 2025年8月12日発売[20]、ISBN 978-4-06-540327-3

### 関連書籍
- 『海皇紀 アルティメット・ガイド』2006年9月15日、ISBN 4-06-372199-X
- 『海皇紀 アルティメット・ガイド THE FINAL』2010年9月17日、ISBN 978-4-06-375965-5

## ゲーム
三国志大戦
SEGAのアーケードゲーム。
2005年稼働の三国志大戦では、川原が担当するカード・イラストは海皇紀の登場人物に酷似している。これは32巻EXTRA EDITION付属の小冊子によると、SEGAからの要望によるもの。また32巻EXTRA EDITIONには、三国志大戦用の限定カードも付属している。
2016年稼働の三国志大戦では、2019年5月より本作のファンをモデルにした劉備（声 - 益山武明）が登場している。